# Malinnik (Ermland-Mazurië)
Malinnik (Duits: Amalienruh) is een Pools dorp in de gemeente Miłomłyn, woiwodschap Ermland-Mazurië, in powiat Ostródzki.